# Német Filmdíj
A Német Filmdíjat (németül: Deutscher Filmpreis, korábban Bundesfilmpreis), amelyet gyakran Lolaként is emlegetnek a díjat megtestesítő szoborról, 1951 óta ítélik oda, és a német film legrangosabb díjaként tartják számon. Összesen csaknem hárommillió eurós pénzdíjával ez a legértékesebb német kulturális díj. A Német Filmdíjat évente adják át tavasszal/nyáron, felváltva az ARD és a ZDF közvetíti, producere pedig a Deutsche Filmakademie Produktion GmbH, a Deutsche Filmakademie 100%-os tulajdonában lévő leányvállalat.
A filmdíj jelképe a Lola-szobor, amelyet arany színben adnak át a különböző kategóriák győzteseinek. A „Legjobb játékfilm” kategóriát bronz- és ezüstdíjjal is jutalmazzák.
A legutóbbi díjátadó ünnepségre 2022. június 24-én került sor, amikor Andreas Kleinert Lieber Thomas című filmdrámája kilenc Lolát kapott. A 2023-as ünnepség a tervek szerint május 12-én lesz.

## Története
A Német Filmdíjat 1951 óta ítélik oda: 1998-ig a Szövetségi Belügyminisztérium, 1999-től pedig a Kulturális és Média Szövetségi Kormánybiztos. 2021 óta a kultúráért és médiáért felelős szövetségi kormánybiztos, Claudia Roth államminiszter felelős a pénzdíj odaítéléséért.
A nyerteseket 2004-ig egy szakbizottság határozta meg, amelyben politikusok és egyházi képviselők is helyet kaptak. Ez a gyakran kritizált arányos képviseletnek volt köszönhető. Az Oi! Warning című játékfilm jelölésének elmaradása körüli vita után, az akkori díjátadó bizottság, meg a filmdíjért felelős kulturális és médiáért felelős szövetségi kormánybiztos, Prof. Julian Nida-Rümelin 2001-ben a díjak odaítélésének addig megszokott módszerét utóbb felülvizsgálták. A Német Filmakadémiát 2003-ban alapították az amerikai Oscar-modell alapján, amelyet a Filmművészeti és Filmtudományi Akadémia tagjai ítélnek oda – igaz, állami támogatás nélkül. 2005-ben felváltotta a kiválasztási bizottságot egy háromlépcsős akadémiai tagválasztó eljárással.
A díjátadó ünnepséget 2006 és 2009 között a berlini Palais am Funkturmban tartották meg. 2006-ban az időpontot először két hónappal – májusra – hozták előre. Ezt a filmakadémia azzal indokolta, hogy a rendezvényre a moziév elején kerüljön sor; hogy a díjnyertes filmek jobban ki tudják használni a díj marketinghatását. 2010 és 2013 között a hagyományos Friedrichstadt-Palast volt a díjátadó helyszíne. 2014-ben a díjátadó gálára a berlini Tempodromban került sor, majd 2015-ben visszatért a Palais am Funkturmba.

## Trófea

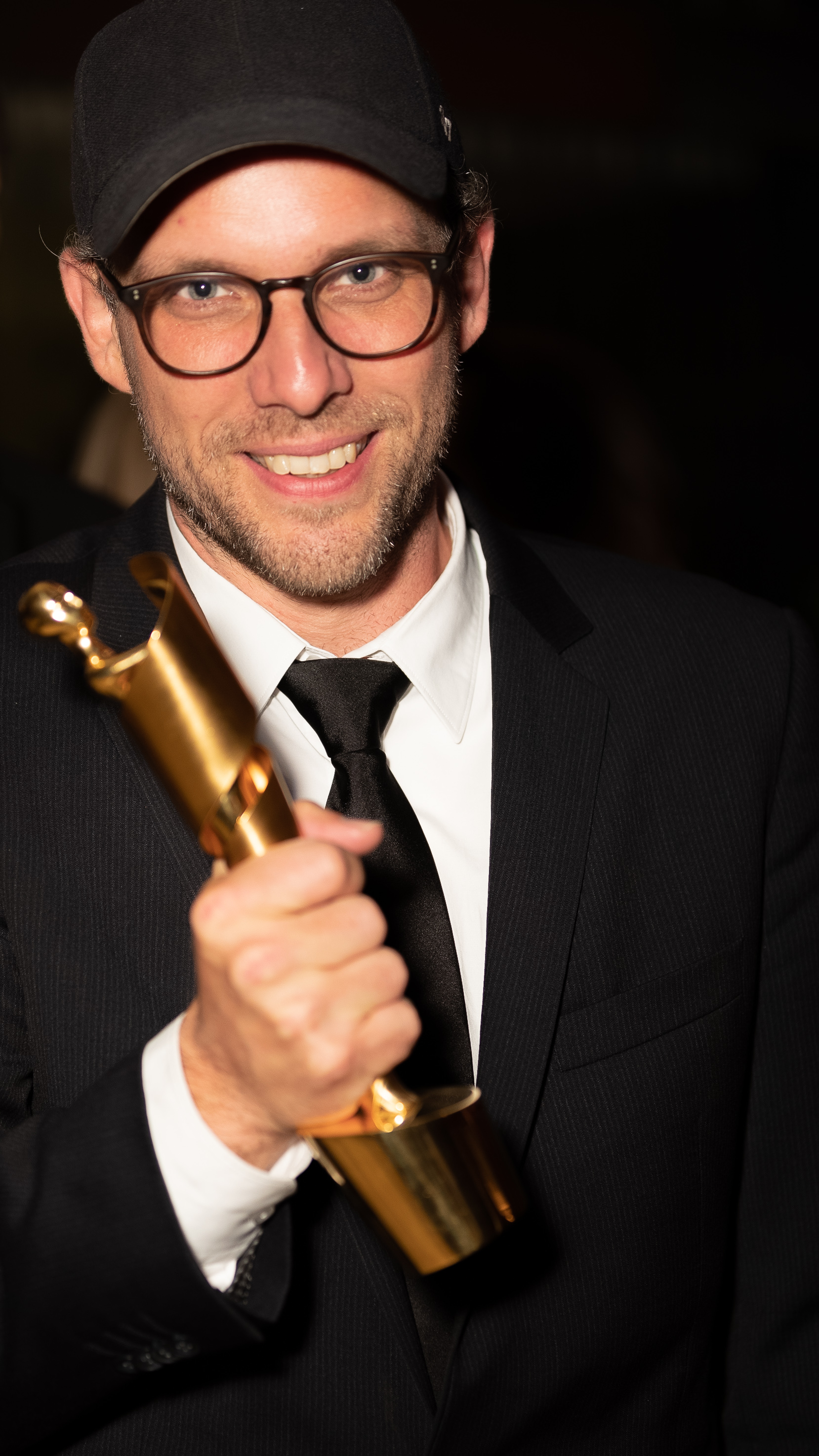
Ansgar Frerich nyerte a Lola-díjat az Apák és fiak című dokumentumfilmért, 2019-ben

Eredetileg a díjat számos különböző formában osztották ki, köztük a Goldene Schale kihívás díját a legjobb egészestés játékfilmnek, valamint arany és ezüst színű filmszalagoknak.
1999 óta a trófea egy stilizált filmszalagba csomagolt, art déco stílusú női alakot formázó szobor. Marlene Dietrich Lola szerepe A Kék angyalban és Rainer Werner Fassbinder azonos című filmje, valamint Tom Tykwer nagy sikerű A lé meg a Lola alapján viseli a Lola nevet.
A szobrot 1999-ben Stephan Reichenberger és Mechthild Schmidt New York-i tervezők dolgozták ki, a díjmakettet pedig Roman Strobl szobrász készítette. Reichenberger: „Nem volt konkrét parancs a filmdíj gála újraindításának részeként a korábban díjazott filmszalag cseréjére. Mechthild Schmidt és én saját kezdeményezésünkre mutattuk be Lola-szobor ötletünket Michael Naumann akkori kulturális államminiszternek, akinek tetszett – és új filmsztár született! A művésznő a tervről: „A film médiumával összhangban a mozgást akartam szimbolizálni. Magabiztosságot akartam adni a szobornak anélkül, hogy merev lennék, és erőt anélkül, hogy statikussá válnék. Fontos volt számomra, hogy a Német Filmdíjnak saját identitását adjam, ne arra támaszkodjak, amit más díjak már sikeresen jelképeznek: míg az »Oscar« szilárdan áll és szimmetrikusan jellemzi a harcost és a győztest, addig azt akartam, hogy a filmdíj a dinamikát közvetítse. a múzsát, a műalkotáshoz vezető inspirációt megtestesítő Mozgalomé.”

## A kiválasztási folyamat
A Német Filmdíj, a Lola nyerteseit a Német Filmakadémia tagjai választják ki, és a Filmdíj Gála keretében adják át. A német mozifilmekben folyamatos, kreatív munkájukkal kimagasló szakmai csoportokból álló filmesek háromlépcsős kiválasztási folyamatban értékelik kollégáik aktuális teljesítményét.
1. szakasz: Regisztráció és előválogatás A beküldött filmeknek különböző kritériumoknak kell megfelelniük ahhoz, hogy részt vehessenek az előválogatón. A különböző kategóriákban eltérő számú filmet választanak ki az előválogatásra, és az előre kiválasztott filmek jogosultak a jelölési folyamatra.
2. szakasz: A jelölések kiválasztása Minden előzetesen kiválasztott filmet a Német Filmakadémia tagjai megtekintenek az adott év első hónapjaiban. Minden szekció dönt a „saját” kategóriájáról. A díjkategóriák mindegyikében három-három jelölést választanak ki az egyéni teljesítményekért, míg a legjobb játékfilm kategóriában hat jelölést, a legjobb gyermekfilm kategóriában pedig két jelölést választanak ki.
3. szakasz: A díjnyertesek megválasztása A Német Filmakadémia tagjai titkos és írásbeli szavazáson adták le szavazatukat az összes díjkategória minden jelölése között, szekciótól függetlenül. A közjegyző köteles az eredményt az odaítélés napjáig bizalmasan kezelni. A díjak odaítélésére a szövetségi kulturális és médiáért felelős kormánybiztoson keresztül évente kerül sor az adott év tavaszán/nyarán.

## Kategóriák

### Jelenlegi kategóriák
A díjat az alábbi kategóriákban ítélik oda:

| Kategória                                  | Első alkalommal díjazott |
| ------------------------------------------ | ------------------------ |
| Legjobb játékfilm                          | 1951                     |
| Legjobb dokumentumfilm                     | 2000                     |
| Legjobb gyermekfilm                        | 2000                     |
| Legjobb rendező                            | 1951                     |
| Legjobb forgatókönyv                       | 1951                     |
| Legjobb női főszereplő                     | 1954                     |
| Legjobb férfi főszereplő                   | 1954                     |
| Legjobb női mellékszereplő                 | 1954                     |
| Legjobb férfi mellékszereplő               | 1954                     |
| A legjobb kamera/kép kompozíció            | 1954                     |
| A legjobb vágás                            | 1972                     |
| A legjobb hangtervezés                     | 1982                     |
| Legjobb filmzene                           | 1954                     |
| Legjobb jelenettervezés                    | 1957                     |
| Legjobb jelmeztervezés                     | 2005                     |
| Legjobb smink                              | 2010                     |
| A legjobb vizuális effektusok és animációk | 2020                     |
| Bernd Eichinger-díj *                      | 2012                     |
| Leglátogatottabb film                      | 2014                     |
| veronika                                   | 1962                     |

* A Bernd Eichinger-díjat nem feltétlenül osztják ki minden évben.

### Dotálás
A 2,955 millió eurós pénzdíjjal (beleértve a jelölési bónuszokat is) a Német Filmdíj a legértékesebb kulturális díj Németországban. Nyerés esetén a jelölési bónusz levonásra kerül a pénzdíjból, a legjobb egészestés játékfilm (Lola aranyban) 250 000 jelölési bónuszt kap, euróban ugyanennyit a győzelemért.

| Kategóriák            | Díjnyertes                                                                                              | Jelölések        |
| --------------------- | --- | ---------------- |
| Mozgóképek            | 1× 500 000 eurós arany filmdíj 1× filmdíj ezüst színben, 425 000 euró 1× filmdíj bronzban, 375 000 euró | 6 250 000 euró   |
| Gyermekfilm           | 1× filmdíj arany színben, 250 000 euró                                                                  | 2 125 000 euró   |
| Dokumentumfilm        | 1× filmdíj arany színben, 200 000 euró                                                                  | 3 100 000 euró   |
| Egyéni szolgáltatások | 1 × arany filmdíj egyenként 10 000 euró                                                                 | 3 – nem adták ki |
| Veronika              | n. a.                                                                                                   | –                |
| Bernd Eichinger-díj   | n. a.                                                                                                   | –                |
| Leglátogatottabb film | n. a.                                                                                                   | –                |

### Előző kategóriák

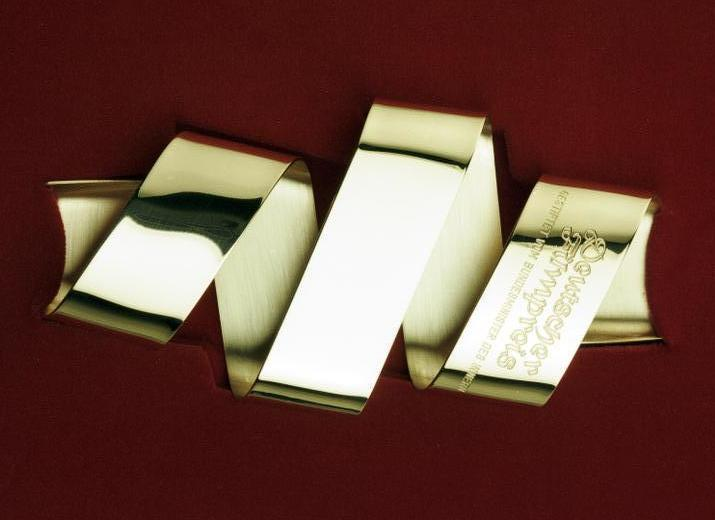
Az 1998-ig odaítélt „Arany Filmszalag”

1999-től 2005-ig a közönségdíj: Az év filmje címet ítélték oda. A nyertesek: A lé meg a Lola (1999), Anatómia (2000), A kísérlet (2001), Manitou cipője (2002), Good bye, Lenin! (2003), The Miracle of Bern (2004) és Sophie Scholl – Az utolsó napok (2005). A kategóriát 2013-ban „Public Award” néven újra bevezették; a közönség online szavazáson döntötte el, hogy a 2012-es moziév tizenkét legnépszerűbb filmje közül melyik kapja a díjat. 2014 óta a díjat további szavazás nélkül ítélik oda az év legnagyobb látogatottságú filmjének.
2004-ig a kamera, a vágás, a produkciós tervezés, a jelmeztervezés és a filmzene kategóriáit egyesítették, és „Kiemelkedő egyéni teljesítmény” címmel tüntették ki. Addig is a forgatókönyv kategóriában a „Kiemelkedő egyéni teljesítmény” díjjal jutalmazhatták mind a nem forgatott, mind a megfilmesített forgatókönyvet. Szintén 2004-ig a legjobb külföldi film tiszteletdíját és a második közönségdíjat is odaítélték, amellyel az év legjobb színésze(i) jutalmazták.
A filmdíjat 1998-ig arany és ezüst színben osztották ki. A különböző kategóriák a következők voltak:
- Legjobb játékfilm
- Legjobb játékfilm/rövid dokumentumfilm
- legjobb rövidfilm
- legjobb színészi alakítások
- legjobb fiatal színész
- legjobb fiatal színésznő

Egy film különdíja az Arany Kupa volt.
A kezdeti években is voltak a korra jellemző kategóriák, mint pl
- különösen értékes kulturális film,
- legjobb problémás film,
- film, amely hozzájárul a demokratikus gondolkodás népszerűsítéséhez,

amiért olyan díjakat osztottak ki, mint a fej szárnyakkal, aranydoboz, váza aranyággal.
Egy másik kategória volt a német filmben végzett hosszú évek kiemelkedő munkájáért arany színű filmszalag, amelyet először 1962-ben ítéltek oda.

## Rekordok

### A legsikeresebb filmek
A két legtöbb díjat (egyenként tíz) kapta az Éjszakák, amikor eljött az ördög (1958) és a német–osztrák koprodukcióban készült A fehér szalag – Egy német gyermektörténet (2010), majd Lieber Thomas (2022) kilenccel. A sötét völgy (2014) és System Crasher (2020) nyolccal és Good bye, Lenin! (2003), A mások élete (2006) és 3 nap Quiberonban (2018) hét-hét kitüntetéssel közönségdíj nélkül. Ha ezeket hozzáadjuk, a Good bye, Lenin! kilencig, A lé meg a Lola (1999) pedig nyolc díjig.

### A legsikeresebb személyiségek
Rainer Werner Fassbindert élete során hatszor (1970-ben kétszer, 1971-ben, 1972-ben, 1978-ban, 1979-ben) és egyszer posztumusz különdíjjal (1989-ben) tüntették ki, ezzel ő lett a leggyakrabban kitüntetett személyiség. A legtöbb színészi díjjal jutalmazott színésznők a Fassbinder-múzsák: Irm Hermann (1970 egy színészegyüttes tagjaként, 1972, 1983), Eva Mattes (1971, 1973 és 2002), Hanna Schygulla (1970 és 1975 egy színészi alakításban) és 1971) és Barbara Sukowa (1982, 1986, 2013), valamint Sandra Hüller (2006, 2014, 2017) és Katja Riemann (1996, 1998, 2005). Színészeknél Götz George négy díjat nyert (legjobb színész 1985, 1992, 1996 és legjobb fiatal színész 1960). Maria Schrader összesen négy díjat kapott a legjobb színésznő (1995, 1999), valamint forgatókönyv és rendezés (mindkettő 2021) kategóriában. A hivatalos jelölési rendszer 1995-ös bevezetése óta Meret Becker volt a legtöbbet (hét) vdíjazott színésznő. Tom Tykwer filmrendező tartja az összesített rekordot (tizenegy). 2016-ban Laura Tonke volt az egyetlen színésznő, aki ugyanabban az évben megkapta a legjobb női főszereplőnek és a legjobb női mellékszereplőnek járó díjat. 2020-ban Albrecht Schuch volt az egyetlen színész, aki a legjobb főszereplőnek és a legjobb női mellékszereplőnek járó díjat is megkapta. A végső válogatásban háromszor is sikertelenül Nadja Uhl tartja a legtöbb jelölést a színészek között, nyeretlenség nélkül. A rendező Christian Petzold és a produkciós tervező, Christian M. Goldbeck a leggyakrabban megnevezett személyiségek (hat-hat jelölés), akik Lolát még soha nem kaptak.

## Fordítás
- Ez a szócikk részben vagy egészben  a   Deutscher Filmpreis című német Wikipédia-szócikk ezen változatának fordításán alapul.  Az eredeti cikk szerkesztőit annak laptörténete sorolja fel. Ez a jelzés csupán a megfogalmazás eredetét és a szerzői jogokat jelzi, nem szolgál a cikkben szereplő információk forrásmegjelöléseként.